# بير أيج سكرودر
بير أيج سكرودر (من مواليد 4 أغسطس 1978) هو لاعب هوكي الجليد نرويجي سابق.

## مهنة اللعب
لعب سكرودر مع الفرق النرويجية ليلهامر وسبارتا ووريورز، والفرق السويدية فرولندا إنديانز، لينشوبينغ، إتش في 71 وسودرتاليا. في عامي 2004 و 2007. لعب سكرودر في فريق هوكي الجليد النرويجي منذ عام 1999. وفي عام 2009 سجل أكبر إنجازاته الشخصية خلال مسيرته، حيث فاز بتصنيف النقاط في الدوري السويدي، بعد أن لعب مع نيكلاس سوندستروم كمركز. شكل الاثنان شراكة رائعة في السنوات الأخيرة من العقد مع مودو.